# Överlida kyrka
Överlida kyrka är en kyrkobyggnad i Överlida i den sydvästra delen Svenljunga kommun. Den tillhör sedan 2014 Mjöbäck-Holsljunga församling (tidigare Mjöbäcks församling) i Göteborgs stift.

## Historia
Orten Överlida växte kraftigt under 1950-talet och behovet av en egen kyrka uppstod, då avståndet till Mjöbäcks kyrka upplevdes som långt. En disponent på orten skänkte tomtmarken och bygget kunde till stor del finansieras med donationsmedel. 

## Kyrkobyggnaden
Kyrkan uppfördes 1963 efter ritningar av arkitekterna Nils Halla och Bengt Edman och invigdes samma år av biskop Bo Giertz. Träkyrkan består av långhus med kor i öster. Långhuset har ett brant sadeltak, belagt med tunn eternit, som når ända ned till marken och gavlarna har liggande träpanel. Ihopbyggt med långhuset vid nordvästra sidan finns en lägre byggnadskropp med församlingslokaler. Sakristian ligger numera i byggnadskomplexets norra del. Fram till en ombyggnad 1993 var sakristian inhyst i ett rum bakom koret i öster. Inredningen är till stor del utförd i omålat trä. 

## Inventarier
- Dopfunten av sten är en gåva från Älvsereds församling 1953. Funten har en kvadratisk fotplatta och en klockformad cuppa som är mindre än foten.
- Altarskåpet är tillverkat 1993 av konstnären Eva Spångberg. Skåpets mittparti skildrar hur Jesus efter sin uppståndelse ger sig till känna för två lärjungar i Emmaus (Lukas 24:13-35). Vänstra partiet visar den gamle Symeon med Jesusbarnet i Jerusalems tempel (Lukas 2:25-35) och högra partiet framställer Jesus med Marta och Maria (Lukas 10:38-42).
- En sexsidig predikstol av omålat trä är en gåva av Karlssons snickerifabrik i Överlida.

### Orgel
- Orgeln, som är byggd 1963 av Tostareds kyrkorgelfabrik, är mekanisk med sex stämmor fördelade på manual och pedal.[1]

## Klockstapel och klockor
Norr om kyrkan finns en fristående klockstapel av trä med öppen konstruktion uppförd 1963. I stapeln hänger två klockor.